# توم نيفيل (لاعب كرة قدم أمريكية)
توم نيفيل (بالإنجليزية: Tom Neville)‏ هو لاعب كرة قدم أمريكية أمريكي، ولد في 12 أغسطس 1943 في مونتغومري في الولايات المتحدة.

## وصلات خارجية
- توم نيفيل على موقع مرجع كرة القدم المحترفة.كوم (الإنجليزية)